# 莘县站
莘县站位于中华人民共和国山东省聊城市莘县南侧郊区，是济郑高速铁路上的一座车站，2023年12月8日随济郑高铁山东段开通而投入使用，车站规模为2台6线。